# Acremonium cucurbitacearum
Acremonium cucurbitacearum är en svampart som beskrevs av Alfaro-García, W. Gams & García-Jim. 1996. Acremonium cucurbitacearum ingår i släktet Acremonium, ordningen köttkärnsvampar, klassen Sordariomycetes, divisionen sporsäcksvampar och riket svampar.   Inga underarter finns listade i Catalogue of Life.